# NSG Seckbacher Ried und angrenzende Flächen
NSG Seckbacher Ried und angrenzende Flächen este o arie protejată (arie specială de conservare — SAC, sit de importanță comunitară — SCI) din Germania întinsă pe o suprafață de 15,07 ha, integral pe uscat.

## Localizare
Centrul sitului NSG Seckbacher Ried und angrenzende Flächen este situat la coordonatele 50°08′46″N 8°44′28″E / 50.1461°N 8.7411°E.

## Înființare
Situl NSG Seckbacher Ried und angrenzende Flächen a fost declarat sit de importanță comunitară în noiembrie 2004 pentru a proteja 2 specii de animale. Situl a fost protejat și ca arie specială de conservare în martie 2008.

## Biodiversitate
Situată în ecoregiunea continentală, aria protejată nu include niciun habitat protejat.
La baza desemnării sitului se află mai multe specii protejate:
- amfibieni (1): triton cu creastă (Triturus cristatus)
- nevertebrate (1): Osmoderma eremita Complex